# صفوة التفاسير
صفوة التفاسير كتاب في علم التفسير، مؤلفه محمد علي الصابوني، وهو تفسير للآيات القرآنية، وبيان معانيها ودلالاتها، وما يؤخذ منها، اعتمد مؤلفه على أهم المصادر لتفسير القرآن الكريم المأخوذ بها من أوثق كتب التفسير للأئمة المتقدمين، ويذكر أيضا أقوال المتأخرين، ويتضمن كتاب صفوة التفاسير خلاصة أقوال أئمة التفسير، بأسلوب ميسر يسهل فهمه على المتعلم والقارئ، وعبارات واضحة ومفيدة، يهتم بتفسير المعاني اللغوية، والأساليب البلاغية، وما تضمنته الآيات من الدلالات والأحكام.

## أساليب التفسير
1. بيان المعنى الإجمالي، بين يدي السورة، وتوضيح المقاصد التي تستفاد منها.
2. أوجه المناسبة بين الآيات السابقة والآيات التي تليها.
3. التحليل اللفظي لمفردات اللغة وبيان الاشتقاقات اللغوية والشواهد من اللغة العربية.
4. ذكر سبب النزول للآيات.
5. تفسير الآيات القرآنية.
6. بيان الأساليب البلاغية في الآيات القرآنية وما تضمنته من الكنايات والمجاز والاستعارات،  وتوضيحها بطريقة يسهل فهمها، ويذكر ما يوجد من الأوجه البلاغية، كالجناس والطباق، والإيجاز والإطناب، وغير ذلك.
7. ما تضمته الآيات من الفوائد.
8. لطائف التفسير.

## النشر
نشر أول مرة في دار القرآن الكريم ببيروت سنة 1400 هـ الموافق 1980 م في 3 مجلدات.